# Happy (film)
Pour les articles homonymes, voir Happy.
Pour plus de détails, voir Fiche technique et Distribution.
Happy est un long métrage français réalisé par Jordan Goldnadel, avec Isabel Ryan, Vladimir Perrin, Jordan Goldnadel et Léa Moszkowicz, sorti en 2016.
La première du film a lieu au festival des films du monde de Montréal, où le film reçoit de très bonnes critiques,.
Doté d'une bande originale contenant notamment des titres d'Amanda Palmer, le film est vendu à l'international par Wide Management et reçoit deux nominations aux prix Henri-Langlois en 2016.
Il intègre également le label Eye on Films et sort dans plusieurs pays dont les États-Unis, l'Angleterre, l'Irlande et la Corée du Sud. Il est également acheté par Amazon Prime Video.

## Synopsis
Alessia, une jeune photographe américaine se rend à Paris pour des raisons obscures. Elle y rencontre Florent, un jeune parisien bourgeois en quête de sens à sa vie. Ensemble ils vont vivre une passion estivale orchestrée de voyages et de rencontres. 

## Fiche technique
- Titre : Happy
- Réalisation : Jordan Goldnadel
- Scénario : Jordan Goldnadel avec l'aide de Florence Chouraqui Suissa.
- Musique : Izzy Gaon
- Montage : Marsha Bramwell
- Photographie : Jean Sotelo
- Décors : Charlotte Karas
- Costumes : Nathalie Aquino
- Producteur : Jordan Goldnadel
- Production : The Third Generation
- Distribution : Wide Management
- Pays de production :  France
- Durée : 97 minutes
- Genre : comédie dramatique
- Date de sortie : 2016

## Distribution
- Isabelle Ryan : Alessia
- Jordan Goldnadel : Florent
- Léa Moszkowicz : Marion
- Vladimir Perrin : Thomas
- Arthur Jalta : Louis
- Charlotte Vercoustre : Coralie
- Marcel Aloro : Marcel
- Marc de Panda : Marc

## Distinctions
- 2015 : prix du meilleur film au festival international de film de Zadar pour Happy (nommé)
- 2015 : sélection officielle au festival des films du monde de Montréal pour Happy
- 2016 : prix du public au prix Henri-Langlois 2016 pour Happy (nommé)
- 2016 : prix de la jeunesse au prix Henri-Langlois 2016 pour Happy (nommé)